# Pier Paolo Lucchetta
Pierpaolo Lucchetta (Conegliano, 14 gennaio 1963) è un ex pallavolista italiano.

## Carriera
Nel corso della carriera ha militato in diversi squadre italiane di serie A1, arrivando a vincere 2 Scudetti e 2 Champions League con la Pallavolo Parma. Con la maglia del Volley Treviso ha poi conquistato nel 1991 la Coppa CEV. Ha chiuso la carriera nel Napoli Volley in A2 nella stagione 1993-1994, anno della fondazione del club partenopeo. È stato inoltre parte della spedizione alle Olimpiadi di Los Angeles del 1984, nella quale la nazionale italiana conquistò il bronzo. Ha fatto parte del giro della nazionale tra il 1982 e il 1990. A partire dal 1995 è impegnato in attività imprenditoriali come  socio-fondatore di un'azienda che produce principalmente elettrostimolatori per uso terapeutico e sportivo, ma anche altri apparecchi per terapia, macchine spara palloni per la pallavolo e per il calcio.

## Palmarès

### Competizioni nazionali
- Campionato Italiano: 2

Parma: 1981-1982, 1982-1983
- Coppe Italia: 3

Parma: 1981-1982, 1982-1983, 1986-1987

### Competizioni internazionali
- Champions League: 2

Parma: 1983-1984, 1984-1985
- Coppe CEV: 1

Treviso: 1990-1991